# Dunikas pagasts
Dunikas pagasts er en territorial enhed i Rucavas novads i Letland. Pagasten etableredes i 1919, havde 749 indbyggere i 2010 og omfatter et areal på 210,50 kvadratkilometer. Hovedbyen i pagasten er Sikšņi.